# Кларбек
Кларбе́к (фр. Clarbec) — коммуна во Франции, находится в регионе Нижняя Нормандия. Департамент коммуны — Кальвадос. Входит в состав кантона Пон-л’Эвек. Округ коммуны — Лизьё.
Код INSEE коммуны — 14161.

## Население
Население коммуны на 2010 год составляло 383 человека.
| 1962 | 1968 | 1975 | 1982 | 1990 | 1999 | 2010 |
| ---- | ---- | ---- | ---- | ---- | ---- | ---- |
| 274  | 309  | 265  | 251  | 264  | 275  | 383  |

## Экономика
В 2010 году среди 243 человек трудоспособного возраста (15—64 лет) 193 были экономически активными, 50 — неактивными (показатель активности — 79,4 %, в 1999 году было 73,9 %). Из 193 активных жителей работали 185 человек (107 мужчин и 78 женщин), безработных было 8 (5 мужчин и 3 женщины). Среди 50 неактивных 20 человек были учениками или студентами, 21 — пенсионерами, 9 были неактивными по другим причинам.